# Anatolie Kovarski
Anatolie Kovarski (n. 1904 – d. 1974) a fost un specialist în domeniul selecției și geneticii plantelor, care a fost ales ca membru al Academiei de Stat a Moldovei.
La data de 1 august 1961 a fost ales ca membru corespondent al Academiei de Științe a Moldovei.